# Skunk
Skunk ('mofeta') es una variedad de cannabis de alta potencia psicoactiva. Al ser la primera cepa desarrollada con esta característica, skunk es también el nombre genérico para todas las variedades de alta potencia, la original es denominada más comúnmente Skunk #1. En el ámbito médico, el cannabis de alta potencia es denominado HPC (High potency cannabis) es decir, con un alto porcentaje de tetrahidrocannabinol (THC). Mediante técnicas de cruce, se ha logrado obtener un cannabis que es bastante más psicoactivo.  Diversas fuentes atribuyen la creación del Skunk #1 a Sam the Skunkman, un cultivador californiano residente en Ámsterdam. Sin embargo, esto no significa que el resto de variedades skunks o HPCs sean hijas de la Skunk #1. 
El cannabis de alta potencia no se encuentra en estado natural, y cada vez está más cruzado con las variedades tradicionales o de baja potencia. Se cultiva en interior y se considera cannabis «de primera calidad». Su principal característica, y la que le da el nombre, es su fuerte olor, tanto en cogollo como siendo fumada.

## Origen
Las variedades skunk no existen de forma natural pues la planta de por sí no tiene la necesidad de producir tanto THC. Fue en Estados Unidos en los años 1970s cuando se comenzó a profesionalizar la cannabicultura, aplicando técnicas de agricultura y horticultura. Las plantas más productivas eran seleccionadas durante generaciones, frecuentemente mezclando cepas provenientes de diversos lugares del mundo, como México o Asia.
El estudio de seguimiento más riguroso existente hasta la fecha sobre el aumento de la potencia del cannabis en las últimas décadas es realizado por la Universidad de Misisipi cada año (1989-presente), llamado Potency Monitoring Report. Las muestras se toman de las calles de diferentes ciudades de EE. UU. Es notable el salto que realiza el porcentaje de THC entre los 90 y el presente:
| Porcentaje de THC y CBD en cannabis en los Estados Unidos | Porcentaje de THC y CBD en cannabis en los Estados Unidos | Porcentaje de THC y CBD en cannabis en los Estados Unidos | Porcentaje de THC y CBD en cannabis en los Estados Unidos |
| Año                                                       | THC %                                                     | CBD %                                                     | Muestras                                                  |
| --------------------------------------------------------- | --------------------------------------------------------- | --------------------------------------------------------- | --------------------------------------------------------- |
| 1995                                                      | 3.96                                                      | 0.28                                                      | 3,763                                                     |
| 1996                                                      | 4.51                                                      | 0.37                                                      | 1,402                                                     |
| 1997                                                      | 5.01                                                      | 0.41                                                      | 1,337                                                     |
| 1998                                                      | 4.91                                                      | 0.41                                                      | 1,341                                                     |
| 1999                                                      | 4.6                                                       | 0.42                                                      | 1,825                                                     |
| 2000                                                      | 5.34                                                      | 0.52                                                      | 1,929                                                     |
| 2001                                                      | 6.11                                                      | 0.55                                                      | 1,687                                                     |
| 2002                                                      | 7.2                                                       | 0.47                                                      | 1,690                                                     |
| 2003                                                      | 7.15                                                      | 0.47                                                      | 1,872                                                     |
| 2004                                                      | 8.14                                                      | 0.51                                                      | 1,914                                                     |
| 2005                                                      | 8.02                                                      | 0.49                                                      | 2,295                                                     |
| 2006                                                      | 8.76                                                      | 0.43                                                      | 2,081                                                     |
| 2007                                                      | 9.58                                                      | 0.46                                                      | 2,143                                                     |
| 2008                                                      | 9.93                                                      | 0.41                                                      | 2,000                                                     |
| 2009                                                      | 9.75                                                      | 0.39                                                      | 2,073                                                     |
| 2010                                                      | 10.36                                                     | 0.28                                                      | 2,261                                                     |
| 2011                                                      | 11.13                                                     | 0.22                                                      | 2,342                                                     |
| 2012                                                      | 12.27                                                     | 0.20                                                      | 2,100                                                     |
| 2013                                                      | 11.98                                                     | 0.16                                                      | 1,230                                                     |
| 2014                                                      | 11.92                                                     | 0.16                                                      | 971                                                       |
| 2015                                                      | 10.91                                                     | 0.18                                                      | 1,003                                                     |
| 2016                                                      | 11.52                                                     | 0.18                                                      | 826                                                       |
| 2017                                                      | 14.26                                                     | 0.14                                                      | 757                                                       |
| 2018                                                      | 15.07                                                     | 0.29                                                      | 754                                                       |
| 2019                                                      | 14.35                                                     | 0.24                                                      | 317                                                       |

Como se puede observar en la tabla superior, el % de CBD se ha mantenido estable, e incluso ha decrecido ligeramente. En cambio, el THC aumentó de un 3.96% en 1995, al 10.91% veinte años después, situándose en más del 14% para 2019. 

### Incorporación de las HPCs en el mercado del cannabis
El cannabis HPC es además más fácil de cultivar y da un mayor rendimiento, por lo que las variedades tradicionales están siendo rápidamente sustituidas por variedades más psicoactivas. En Marruecos, uno de los mayores productores del mundo, nuevas variedades como la Critikal han reemplazado a la variedad local (Beldi), adaptada al medio árido del Rif desde hacía siglos, y esto ha provocado la desecación de varios acuíferos. Asimismo, un mercado creciente de variedades HPC alimenta las acciones que fomentan su compraventa y uso, y también a que se sigan aplicando técnicas de selección para aumentar todavía más el %THC. Algunas empresas líderes en la economía de la cannabicultura son Sensi Seeds (fundada en 1985, el banco de semillas más antiguo de Ámsterdam y posiblemente del mundo), Dutch Passion (f. en 198) o la española Ministry of Cannabis (f. 2007). La mayoría de estas empresas patrocinan las revistas y otros medios de comunicación sobre el cultivo de cannabis, posicionando sus propias cepas y evitando hablar de los riesgos para la salud de estas razas creadas mediante selección. 

## Riesgos para la salud
El uso regular de skunk se ha vinculado en varios estudios con mayor probabilidad de sufrir trastornos psicóticos. En un estudio de 2015 se analizaron varios consumidores de skunk/alta potencia en el sur de Londres se observó una relación correspondida con los adultos que presentaron episodios de psicosis similares a la esquizofrenia.
Se han realizado estudios de casos y controles en diversos países, siendo uno de los más recientes el publicado por la Dra Di Forti (et al) de la King's College de Londres en 2019, respecto al primer episodio psicótico de personas de Reino Unido, Francia, Países Bajos, Italia, España y Brasil. Entre los factores de riesgo se sitúa el uso diario de cannabis en un 2-3%, el uso de cannabis de alta potencia un 1-6%. Los trastornos psicóticos que comienzan a tener incidencia en jóvenes de 15 años en adelante tienen una correspondencia con la frecuencia de consumo y la potencia de la yerba. También se observa una correspondencia con las limitaciones geográficas: en las ciudades con fácil acceso al cannabis HPC como Ámsterdam (44%) o Londres (21%), el uso de cannabis era un importante predictor del trastorno psicótico. En cambio en ciudades con acceso limitado al cannabis skunk o de alta potencia (donde se cultiva más típicamente variedades no de raza) como Palermo (6%) se observa poca incidencia.